# Джурма
Джурма — пароход, твиндечное судно с тремя палубами, флота «Дальстроя» до марта 1953 года, для перевозки заключенных на Колыму.

## История
Пароход Brielle был спущен на воду 31 декабря 1920 в судостроительном доке Scheepsbouw Maatschappij Nieuwe Waterweg в Схидаме, у Роттердама, Нидерланды. Построен в Роттердаме и введён в эксплуатацию в Королевской Нидерландской Пароходной компании (нидерл. Koninklijke Nederlandsche Stoomboot Maatschappij) в апреле 1921 года, получил название Brielle.
В 1935 году продан СССР и переименован в «Джурму».
Название происходит от эвенкийского «светлый путь».
Использовался для перевозки грузов и заключенных ГУЛАГ, главным образом, по маршруту Владивосток — Магадан. Упоминается, в частности, в мемуарах Евгении Гинзбург и генерал армии А. В. Горбатова.
27 августа 1939 года заключёнными был совершён поджог горюче-смазочных материалов на пароходе для того, чтобы «Джурма» зашла в ближайший порт на ремонт, откуда планировалось совершить побег. Погибло несколько десятков человек. Пожар возник когда «Джурма» проходила пролив Лаперуза. «Джурма» зашла в порт Марчекан (ныне Магаданский морской рыбный порт) в сопровождении парохода «Дзержинский», который после пожара вышел на встречу «Джурме».
31 января 1942 года в рамках программы ленд-лиза корабль прибыл в американский порт Сиэтл, где был переоборудован и использовался для транспортировки военнопленных и грузов через Тихий океан.
Перед 126-м лёгким горнострелковым корпусом, входящим в состав Дальневосточного военного округа, приказом Сталина и постановлением СНК СССР № 2358 от 14 сентября 1945 года была поставлена задача: «создать на полуострове Чукотка оборонительные форпосты, прикрыть основные морские базы на побережье Анадырского залива и бухты Провидения, обеспечить с суши их противодесантную оборону». Так, спустя 12 дней после капитуляции Японии, 2 сентября 1945 года Сталин принимает важнейшее стратегическое решение — укрепить плацдарм на Чукотке, где у СССР ещё недавно были дружеские контакты с США согласно ленд-лизовскому соглашению. 10 тысяч солдат и офицеров было привезено в бухту Провидения. Пароход «Дальстроя» «Джурма» был одним из пароходов, которые перевозили 126-й лёгкий горнострелковый корпус из Владивостока в бухту Провидения в сентябре 1945 года.
После войны пароход «Джурма» использовался, главным образом, для грузовых перевозок.
Согласно Постановлению Совета Министров СССР 832-370сс от 18 марта 1953 года, «в связи с освобождением МВД СССР от производственно-хозяйственной деятельности» Главное управление строительства Дальнего Севера «Дальстрой» было передано в Министерство металлургической промышленности СССР, а его лагерные подразделения — ГУЛАГу Министерства юстиции СССР (кроме Берегового исправительно-трудового лагеря, перешедшего в подчинение Тюремного управления МВД СССР). В связи с ликвидацией «Дальстроя», в декабре 1953 ликвидирован окончательно, все принадлежащие ему суда, в том числе и пароход «Джурма», вошли в состав Дальневосточного морского пароходства.
Пароход «Джурма» списан в 1967 году, удалён из списков Регистра Ллойда в 1968 году и пущен на металлолом в 1970 году.

## Джурма иЧелюскин
По сообщению Жака Росси,
В конце лета 1933 г., с 12 тысячами заключённых на борту, «Джурма» застряла во льдах. Спасение зэков было признано неэкономичным, и они погибли. Когда в феврале 1934 года ледокол «Челюскин» попал в аварию в этом же районе, сов. власть решительно отклонила все иностранные предложения помощи, так как «Джурма» с 12 тыс. трупов на борту все ещё находилась поблизости.
Интересно, что таким образом получается, что А. В. Горбатов перевозился «Джурмой» в Магадан через 6 лет после гибели «Джурмы» во льдах.
В работе Мартина Боллинджера проведен анализ этой истории. Отмечено, что: а) «Джурма» не принадлежала Советскому Союзу и не использовалась Дальстроем до 1935 года; б) «Джурма» физически не могла вместить более 6500 заключённых; в) «Джурма» не имела ледового усиления для плавания в Северном Ледовитом океане; г) не имеется документальных свидетельств пребывания «Джурмы» в районе плавания «Челюскина». На основании вышеперечисленного сделан вывод, что описываемое происшествие не имело места.

## Известные пассажиры теплохода
- А. В. Горбатов — советский военачальник, генерал армии , Герой Советского Союза[4].
- Гинзбург (Аксёнова), Евгения Семёновна (1904—1977) — советская писательница, педагог, журналист, мать Василия Аксёнова[16].
- Жена Валерия Ивановича Межлаук Софья Петровна Межлаук также была арестована в декабре 1937 года и транспортировалась вместе с другими женщинами-заключённымина Колыму на пароходе «Джурма», высаживали их в Магадане, что отмечено в книге «Крутой маршрут» Евгении Гинзбург[5].
- Георгий Жжёнов — советский и российский актёр театра и кино[17].
- А. А. Солодовников (1893—1974) — православный поэт.

## Фотографии
- Пароход «Джурма».
- Пароход «Джурма» в море.